# جورج شيفيلوف
جورج يوري شيفيلوف (17 ديسمبر 1908 - 12 أبريل 2002) (بالألمانية: George Yurii Schneider)‏، (بالأوكرانية: Юрій Володимирович Шнайдер)‏ معروف أيضًا بأسماء مستعارة أدبية عديدة منها يوري شيريخ، هريهوري شيفتشوك، شيريش، شيريخ، شير، إلخ. كان أستاذًا ولغويًا وعالمًا في اللغة وكاتب مقالات ومؤرخًا أدبيًا وناقدًا أدبيًا للتراث الألماني. أستاذ علم فقه اللغة السلافية منذ فترة طويلة في جامعة كولومبيا، لقد تحدى المفهوم السائد للغة السلافية الشرقية الموحدة التي تطورت منها الأوكرانية والبيلاروسية والروسية لاحقًا، واقترح بدلاً من ذلك ظهور هذه اللغات بشكل مستقل عن بعضها البعض.

## الحياة المُبكّرة
ولد جورج يوري شيفيلوف يوري شنايدر في لومزا ببولندا، الإمبراطورية الروسية في عام 1908. ومع ذلك، تشير بعض المصادر إلى أن خاركيف هي مكان ولادته (ذكرت والدته بشكل غير صحيح مكان ولادته من أجل الهروب من الاضطهاد). انتقلت عائلته إلى خاركيف في عام 1910. كان والده فلاديمير كارلوفيتش شنايدر ضابطًا رفيع المستوى في الجيش الإمبراطوري الروسي وكان يحمل رتبة لواء. كان والده ووالدته (فارفارا ميدير، التي ولدت في الأصل من عائلة نبيلة في موسكو) كلاهما من أصل ألماني. عندما أعلنت روسيا الحرب على الإمبراطورية الألمانية عام 1914، قرر والده - وهو ملك روسي متحمّس - جعل اسم العائلة روسيًا. اختار شنايدر المعادل الروسي لاسم عائلته (Shevelov)، كما قام بتغيير الاسم العائلي (Karlovich) إلى (Yuryevich). تطلبت هذه التغييرات تقديم التماس شخصي إلى القيصر، وفي حالته تم منحه شخصيًا من قبل نيقولا الثاني في عام 1916. خلال الحرب العالمية الأولى، انتقل يوري ووالدته إلى خاركيف. في بداية عام 1918، كان والد شيفيلوف مفقودًا في المعركة ويُفترض أنه قُتل.
في خاركيف، التحق يوري في البداية بمدرسة (E. Druzhkova) الخاصة، ثم في (3rd State Boy's Gymnasium)، ثم تابع تعليمه في المدرسة التقنية رقم 7 (بالأوكرانية: 7-а трудовa школa)‏.

## في أوكرانيا السوفيتية
في عام 1925 تخرج شيفيلوف من مدرسة خاركيف الأولى لاتحاد التجارة والصناعة (بالأوكرانية: Перша харківська торговельна промислова профспілкова школа)‏. من عام 1925 حتى عام 1927 عمل كخبير إحصائي وأمين أرشيف لصالح (South Chemical Trust). بين سنتي 1927 و1931 حضر دروسًا في الفرع الأدبي واللغوي لمعهد خاركيف للتربية الشعبية. من أغسطس 1931 تم تعيينه كمدرس لغة أوكرانية. من عام 1932 حتى عام 1938 عمل كمدرس للغة الأوكرانية في المدرسة الفنية للجريدة الشيوعية الأوكرانية (بالأوكرانية: Український комуністичноий газетний технікум)‏. منذ عام 1933 حتى عام 1939 قام أيضًا بتدريس اللغة الأوكرانية في المعهد الشيوعي الأوكراني للصحافة. منذ سبتمبر 1936 كان طالب دراسات عليا تحت إشراف ليونيد بولاخوفسكي. في عام 1939 قام بتدريس تاريخ اللغة الأوكرانية وآدابها. من نوفمبر 1939 أصبح أستاذًا مساعدًا ونائبًا لرئيس قسم فقه اللغة في معهد خاركيف التربوي. في عام 1941 أصبح زميلًا باحثًا في المعهد اللغوي التابع لأكاديمية العلوم في جمهورية أوكرانيا الاشتراكية السوفياتية. في العام نفسه تعرض لضغوط ليصبح مخبراً للمفوضية الشعبية للشؤون الداخلية.
في عام 1934 كان شيفيلوف مؤلفًا مشاركًا لقواعد النحو للغة الأوكرانية في مجلدين. تمت إعادة طباعة هذا النص في عامي 1935 و 1936.

## خلال الحرب العالمية الثانية
كان شيفيلوف قادرًا على تجنب الالتحاق بالجيش الأحمر وبقي في خاركيف بعد الإخلاء السوفيتي، وبعد أن دخلت قوات الفيرماخت خاركيف في 25 أكتوبر 1941. انضم إلى "أوكرانيا الجديدة" في ديسمبر 1941، وهي صحيفة ناطقة باللغة الأوكرانية سيطر عليها جزئيًا تنظيم القوميين الأوكرانيين. لاحقًا عمل شيفيلوف أيضًا في صحيفة "البذر الأوكراني" (بالأوكرانية: «Український засів»)‏. منذ أبريل 1942، عمل شيفيلوف في إدارة المدينة وتعاون مع المنظمة التعليمية بروسفيتا. في مذكراته، ادعى أحد طلابه السابقين أولس هونشار ‏ أنه عندما كان أسير حرب سوفياتي محتجزًا في معسكر نازي في خاركيف، رفض شيفيلوف توسلاته للحصول على المساعدة. ورد شيفيلوف على الادعاء في مقابلة قائلاً إنه لم يتلق الخطاب قط ". نجا هونشار من الموت ليصبح كاتبًا أوكرانيًا ذائع الصيت ومؤثرًا. انتقد شيفيلوف الروايات السوفيتية بما في ذلك العمل الرئيسي لهونشار.
فرّ شيفيلوف ووالدته من تقدم الجيش الأحمر العائد على خاركيف في فبراير 1943. أقام لفترة وجيزة في لفيف حيث واصل عمله في دراسة اللغة الأوكرانية، بما في ذلك إنشاء قواعد اللغة الأوكرانية الجديدة حتى ربيع عام 1944، عندما واصل السوفييت توجههم غربًا. انتقل شيفيلوف بمساعدة اللجنة المركزية الأوكرانية إلى بولندا (كرينيكا) ثم إلى سلوفاكيا، ثم النمسا وأخيراً إلى ساكسونيا.

## في أوروبا
بعد سقوط ألمانيا النازية، عمل شيفيلوف في صحيفة المهاجرين الأوكرانية "Chas" («الوقت»). في عام 1946 التحق بالجامعة الأوكرانية الحرة في ميونيخ ودافع عن أطروحة الدكتوراه في فقه اللغة عام 1947، واستمر في أبحاثه وعمله قبل الحرب.[بحاجة لمصدر] كما كان نائب رئيس حركة الفن الأوكراني (بالأوكرانية: Мистецький український рух)‏، وهي جمعية أدبية أوكرانية (1945-1949). من أجل تجنب العودة إلى الاتحاد السوفيتي من ألمانيا، انتقل إلى السويد المحايدة، حيث عمل بين سنتي 1950 و1952 محاضرا للغة الروسية في جامعة لوند.

## في الولايات المتحدة
في عام 1952، هاجر مع والدته إلى الولايات المتحدة. بعد استقراره في الولايات المتحدة، عمل محاضرا للغة الروسية والأوكرانية في جامعة هارفارد (1952-1954)، وأستاذ مشارك (1954-1958) وأستاذ فقه اللغة السلافية في جامعة كولومبيا (1958-1977). كان أحد مؤسسي ورئيس المنظمة العلمية للمهاجرين «الأكاديمية الأوكرانية الحرة للعلوم» (1959–1961، 1981–1986) وحصل على الدكتوراه الفخرية من جامعة ألبرتا (1983) وجامعة لوند (1984). كان عضوًا مؤسسًا لجمعية سلوفو للكتاب الأوكرانيين في المنفى، وقد نشر في العديد من نشرات ومجلات المهاجرين.

## العودة إلى أوكرانيا
كان شيفيلوف غير معروف تقريبًا للأوساط الأكاديمية الأوكرانية بعد عام 1943. في عام 1990، بعد غياب طويل، زار أوكرانيا حيث تم انتخابه كعضو دولي في الأكاديمية الوطنية للعلوم في أوكرانيا. في عام 1999 حصل على الدكتوراه الفخرية من جامعة خاركيف ومن الجامعة الوطنية لأكاديمية كييف موهيلا.
في عام 2001 نشر مجلدين من مذكراته.
توفي عام 2002 في نيويورك.

## الجوائز
- جائزة أنتونوفيتش [الإنجليزية]‏ (1988)

## المساهمات الفكرية
أعدّ شيفيلوف ونشر أكثر من 600 نص علمي تتعلق بجوانب مختلفة من فقه اللغة الأوكرانية واللغات السلافية الأخرى. منذ عام 1943، طوّر مفهوم التأسيس والتطور المتميزين للغات الأوكرانية، ولاحقًا البيلاروسية. جادل شيفيلوف ضد وجهة النظر الشائعة للغة السلافية الشرقية الأصلية الموحدة والتي تباعدت عنها اللغات الأوكرانية والبيلاروسية والروسية واقترح بدلاً من ذلك وجود عدة مجموعات جدلية (كييفان بوليسيان، غاليسيان بوديليان، بولوتسك سمولينسك، نوفغوروديان-تفيرسك، موروم ريازانسك) التي كانت مميزة منذ البداية والتي تشكلت لاحقًا إلى لغات منفصلة الأوكرانية والروسية والبيلاروسية. وفقًا لشيفيلوف، يمكن إرجاع بدايات لغة أوكرانية منفصلة إلى القرن السابع بينما تشكلت اللغة في القرن السادس عشر تقريبًا.

## الإرث
في 4 سبتمبر 2013 تم الكشف عن اللوحة التذكارية لشيفيلوف في مسقط رأسه خاركيف. في 25 سبتمبر 2013، صوت مجلس مدينة خاركيف، بعد استئناف من لجنة مناهضة الفاشية في خاركيف، بأغلبية 65 نائبًا وأربعة ضد (جميع الأعضاء الأربعة في حزب كل الأوكرانيين) على أن اللوحة التذكارية لشيفيلوف في خاركيف وُضعت هناك بشكل غير قانوني. وفقا لرئيس البلدية غينادي كيرنس شيفيلوف «ثبت أنه تابع للنازية». واقترح حاكم إقليم خاركيف ميخايلو دوبكين أن شيفيلوف خلال الحرب العالمية الثانية «أخذ شقة لعائلة يهودية والتي، على الأرجح، أصيبت بالرصاص». في رسالة مفتوحة موجهة إلى علماء مجلس مدينة خاركيف من جامعة كامبريدج، وجامعة كولومبيا، وجامعة كانساس، وجامعة روتجر، ونورث وسترن، وجامعة ألبرتا قد دافعوا عن أن الادعاءات القائلة بأن شيفيلوف كان مُتعاونا مع النازية «تم التحقيق فيها بدقة من قبل العديد من الوكالات الحكومية الأمريكية وجامعة كولومبيا الذين رفضوا عمليات الاستحواذ هذه بشكل كامل وواضح». بعد نصف ساعة من إثبات مجلس مدينة خاركيف أن اللوحة التذكارية لشيفيلوف كانت غير قانونية قام الموظفون العموميون بتدمير اللوحة التذكارية. في 5 يناير 2015، ألغت محكمة الاستئناف الإدارية في خاركيف قرار مجلس مدينة خاركيف بتفكيك اللوحة التذكارية لشيفيلوف. في عام 2021، أعيدت اللوحة التذكارية بعد حملة لجمع التبرعات العامة.